# Samuel Brown (ingénieur)
Pour les articles homonymes, voir Samuel Brown et Brown.
Samuel Brown, né en 1799 et mort le 16 septembre 1849, est un ingénieur et un inventeur anglais. On lui attribue la mise au point d’un des premiers moteurs à combustion internes au début du XIXe siècle.

## Biographie
Samuel Brown, un tonnelier de profession (il a aussi breveté des améliorations pour des machines de fabrication de tonneau), est décrit comme le «père du moteur à combustion». Alors qu’il vivait à Eagle Lodge dans l’ouest de Londres, de 1825 à 1835, il développa « le premier moteur à combustion qui marche réellement de manière indéniable et qui a été un succès mécanique » (« The first gas engine that unquestionably did actual work and was a mechanical success »).

## Le moteur à vide de Samuel Brown

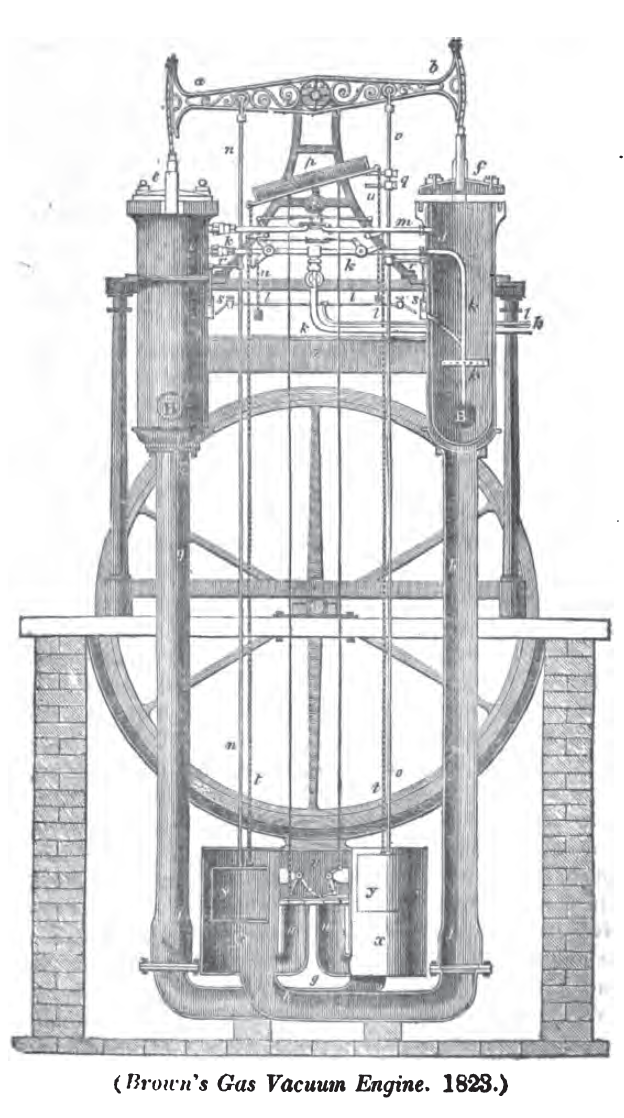
Le moteur à vide de Samuel Brown en 1823

Dans des brevets datant du 4 décembre 1823 et du 22 avril 1826, Samuel Brown propose de remplir une chambre fermée avec la flamme d’un gaz, la flamme est ensuite condensée en injectant de l’eau. Un moteur à air est actionné par le vide partiel ainsi créé. Cette idée a évidemment été inspirée par celle de la machine à vapeur de James Watt.
Il conçoit plus tard un moteur qui utilise l’hydrogène comme combustible, un exemple précoce de moteur à combustion interne. Il était basé sur un moteur à vapeur de Newcomen. Ce moteur avait des cylindres de combustion et de travail, son refroidissement était assuré par de l’eau circulant autour des cylindres (l’eau était refroidie par l’air extérieur et était constamment maintenue en mouvement par une pompe). Il avait une capacité de 8 800 cm3, mais a été évalué à seulement 4 hp. Le 27 mai 1826, Samuel Brown le teste en l’utilisant pour propulser un véhicule au sommet de « Shooter’s Hill » à Londres.

« En 1826, Mr. Samuel Brown applique son moteur gaz-vide ... à un chariot, et monte la colline de Shooter à la satisfaction de nombreux spectateurs. Le coût élevé, cependant, d'un moteur à gaz vide, empêche son adoption. »

— Alexander Gordon (1834), A Treatise Upon Elemental Locomotion and Interior Communication
Le moteur fut aussi utilisé pour pomper des eaux et propulser des bateaux de rivière. Samuel Brown créa une compagnie afin de produire des moteurs pour bateau et péniche, on prétendait, à l’époque, que l’un d’eux avait atteint une vitesse de 13 km/h à contre-courant,.